# Saccharum formosanum
Saccharum formosanum är en gräsart som först beskrevs av Otto Stapf, och fick sitt nu gällande namn av Jisaburo Ohwi. Saccharum formosanum ingår i släktet Saccharum och familjen gräs. Inga underarter finns listade i Catalogue of Life.